# Pinnaspis juniperi
Pinnaspis juniperi är en insektsart som beskrevs av Takahashi 1956. Pinnaspis juniperi ingår i släktet Pinnaspis och familjen pansarsköldlöss. Inga underarter finns listade i Catalogue of Life.